# Sinotrans
Sinotrans & CSC, fondé en 1950, est le premier[réf. nécessaire] groupe de transport et logistique chinois. Il est détenu à 55 % par l'État[Lequel ?].

## Description
Le groupe comporte quatre[réf. nécessaire] grandes entités :  
Sinotrans Shipping (HK. 0368)
Une flotte de cinquante navires conventionnels à vocation internationale, un ensemble de co-entreprises à vocation locale, dont beaucoup ont pour partenaires d'autres entreprises chinoises, et internationales.
Sinotrans Limited (HK.0568) qui comprend
- SinoAir (SHA 600270), spécialisé dans le fret aérien et partenaire de DHL Express,
- Sinotrans Containers Lines, 2e compagnie maritime conteneurs chinoise avec cent navires et spécialiste sur l'Intra-Asie, l'Australie et le cabotage domestique en Chine.
- un réseau de trois cents bureaux à travers les trente-deux provinces chinoises dont la priorité sont les services de Freight Forwarding, déclarations de douane, Container Yards management, Port Operations management, entreposage de tous produits, transport de conteneurs par voie routière, ferroviaire et fluviale...
- des sociétés spécialisées par métier actives et intégrées au niveau national et international : 
  - Sinotrans Logistics Development  : services d'entreposage et de distribution domestique pour les groupes internationaux présents en Chine avec 40 entrepôts, 1 million de m2 utilisés en CDC/RDC/XDC
  - Sinotrans Projets Industriels (plus de 350 projets dans 45 pays),
  - Sinotrans Heavy-Lift (pouvant déplacer des unités de plus de 4,000 tonnes et 115 mètres de long),
  - Sinotrans Emballage Industriel, (équipe des simulateurs les plus modernes),
  - Sinotrans Foires et Salons Internationaux (en Chine et à l'étranger),
  - Sinotrans Chemicals Storage, (11 sites de stockage en Chine et transports internationaux).

CSC (Changjiang)
Son siège est à Wuhan (Hubei). Il a rejoint la holding Sinotrans en 2009. 
CSC est un chantier naval important et le principal acteur du transport sur la rivière Yangtze avec une flotte de 2 500 navires de toutes jauges qui transportent des produits pétroliers, sidérurgiques, miniers, chimiques, agricoles, conteneurises, véhicules, hors-dimensions, et même des passagers lors de croisières fluviales.